# 22. Arany Málna-gála
A 22. Arany Málna-gálán (Razzies) – egyfajta ellen-Oscar-díjként – az amerikai filmipar 2001. évi legrosszabb filmjeit, illetve azok alkotóit díjazták kilenc kategóriában. A „győztesek” kihirdetésére 2002. március 23-án, a 74. Oscar-gála előtti napon került sor a santa monicai Magicopolis Abracadabra Színházában.
Az értékelésben az USA 38 államában és 10 külföldi országban élő 520 filmkedvelő, kritikus, újságíró és filmes szaktekintély G.R.A.F.-tag  vett részt. A „legsikeresebb” alkotás az Eszement Freddy című vígjáték lett: 8 jelölésből 5 díjat kapott. 3 jelöléséből mindhármat megkapta A majmok bolygója és 6 jelölésből egy díjat ítéltek a Glitter – Ami fénylik, című romantikus drámának. 7, illetve 6 jelölés ellenére egy díjat sem kapott a Felpörgetve és a Pearl Harbor – Égi háború.
Szakítva a Razzie-hagyományokkal, Tom Green színész-rendező elfogadta mind az öt Arany Málna díjat, melyet Eszement Freddy című „sokk-komédiájáért” kapott. A díjátadóra egy fehér Cadillac-en, szmokingöltönyben érkező művész saját maga kiterítette vörös szőnyegen vonult be a színházba, egy véget nem érő harmonikadallamra.

## Díjazottak és jelöltek
| „Győztes” |

| Kategória                         | „Győztesek” és jelöltek |
| --------------------------------- | --- |
| Legrosszabb film                  | Eszement Freddy, producer: Larry Brezner, Howard Lapides és Lauren Lloyd (20th Century Fox)                                                     |
| Legrosszabb film                  | Felpörgetve, producer: Renny Harlin, Elie Samaha és Sylvester Stallone (Franchise Pictures/Warner Bros.)                                        |
| Legrosszabb film                  | Glitter – Ami fénylik, producer: Laurence Mark (20th Century Fox/Columbia Pictures)                                                             |
| Legrosszabb film                  | Milliókért a pokolba, producer: Demian Lichtenstein, Eric Manes, Elie Samaha, Richard Spero és Andrew Stevens (Franchise Pictures/Warner Bros.) |
| Legrosszabb film                  | Pearl Harbor – Égi háború, producer: Michael Bay és Jerry Bruckheimer (Touchstone Pictures)                                                     |
| Legrosszabb remake vagy folytatás | A majmok bolygója, producer: Richard D. Zanuck és Ralph Winter (20th Century Fox)                                                               |
| Legrosszabb remake vagy folytatás | Édes november, producer: Elliott Kastner, Steven Reuther, Deborah Aal és Erwin Stoff (Warner Bros.)                                             |
| Legrosszabb remake vagy folytatás | Jurassic Park 3., producer: Kathleen Kennedy és Larry J. Franco (Universal Studios)                                                             |
| Legrosszabb remake vagy folytatás | Krokodil Dundee Los Angelesben, producer: Paul Hogan és Perry Katz (Paramount Pictures)                                                         |
| Legrosszabb remake vagy folytatás | Pearl Harbor – Égi háború, producer: (Touchstone Pictures)                                                                                      |
| Legrosszabb férfi főszereplő      | Tom Green – Eszement Freddy |
| Legrosszabb férfi főszereplő      | Ben Affleck – Pearl Harbor – Égi háború |
| Legrosszabb férfi főszereplő      | Kevin Costner – Milliókért a pokolba |
| Legrosszabb férfi főszereplő      | Keanu Reeves – Aranytartalék és Édes november                                                                                                   |
| Legrosszabb férfi főszereplő      | John Travolta – A vér kötelez és Kardhal |
| Legrosszabb női főszereplő        | Mariah Carey – Glitter – Ami fénylik |
| Legrosszabb női főszereplő        | Penélope Cruz in Betépve, Corelli kapitány mandolinja és Vanília égbolt                                                                         |
| Legrosszabb női főszereplő        | Angelina Jolie – Lara Croft: Tomb Raider és Eredendő bűn                                                                                        |
| Legrosszabb női főszereplő        | Jennifer Lopez – Angyali szemek és Szeretném, ha szeretnél                                                                                      |
| Legrosszabb női főszereplő        | Charlize Theron – Édes november |
| Legrosszabb férfi mellékszereplő  | Charlton Heston – A majmok bolygója (cameoszerep), Félrelépősdi és Kutyák és macskák                                                            |
| Legrosszabb férfi mellékszereplő  | Max Beesley – Glitter – Ami fénylik |
| Legrosszabb férfi mellékszereplő  | Burt Reynolds – Felpörgetve |
| Legrosszabb férfi mellékszereplő  | Sylvester Stallone – Felpörgetve |
| Legrosszabb férfi mellékszereplő  | Rip Torn – Eszement Freddy |
| Legrosszabb női mellékszereplő    | Estella Warren – A majmok bolygója és Felpörgetve                                                                                               |
| Legrosszabb női mellékszereplő    | Drew Barrymore – Eszement Freddy |
| Legrosszabb női mellékszereplő    | Courteney Cox – Milliókért a pokolba |
| Legrosszabb női mellékszereplő    | Julie Hagerty – Eszement Freddy |
| Legrosszabb női mellékszereplő    | Goldie Hawn – Félrelépősdi |
| Legrosszabb filmes páros          | Tom Green és valamelyik állat, amelyikkel rosszul bánik – Eszement Freddy                                                                       |
| Legrosszabb filmes páros          | Ben Affleck és Kate Beckinsale vagy Josh Hartnett – Pearl Harbor – Égi háború                                                                   |
| Legrosszabb filmes páros          | Mariah Carey és dekoltázsa – Glitter – Ami fénylik                                                                                              |
| Legrosszabb filmes páros          | Burt Reynolds és Sylvester Stallone – Felpörgetve                                                                                               |
| Legrosszabb filmes páros          | Kurt Russell és Kevin Costner vagy Courteney Cox – Milliókért a pokolba                                                                         |
| Legrosszabb rendező               | Tom Green – Eszement Freddy |
| Legrosszabb rendező               | Michael Bay – Pearl Harbor – Égi háború |
| Legrosszabb rendező               | Peter Chelsom (Warren Beatty-vel) – Félrelépősdi                                                                                                |
| Legrosszabb rendező               | Vondie Curtis-Hall – Glitter – Ami fénylik |
| Legrosszabb rendező               | Renny Harlin – Felpörgetve |
| Legrosszabb forgatókönyv          | Eszement Freddy, írta: Tom Green és Derek Harvie                                                                                                |
| Legrosszabb forgatókönyv          | Milliókért a pokolba, írta: Richard Recco és Demian Lichtenstein                                                                                |
| Legrosszabb forgatókönyv          | Felpörgetve, forgatókönyv: Sylvester Stallone; Jan Skrentny és Neal Tabachnick ötlete alapján                                                   |
| Legrosszabb forgatókönyv          | Glitter – Ami fénylik, forgatókönyv: Kate Lanier, Cheryl L. West regénye alapján                                                                |
| Legrosszabb forgatókönyv          | Pearl Harbor – Égi háború, írta: Randall Wallace                                                                                                |

## A kategóriákban előforduló filmek
| Jelölés | Díj | Magyar cím                     | Eredeti cím                     |
| ------- | --- | ------------------------------ | ------------------------------- |
| 8       | 5   | Eszement Freddy                | Freddy Got Fingered             |
| 7       | 0   | Felpörgetve                    | Driven                          |
| 6       | 1   | Glitter – Ami fénylik          | Glitter                         |
| 6       | 0   | Pearl Harbor – Égi háború      | Pearl Harbor                    |
| 5       | 0   | Milliókért a pokolba           | 3000 Miles to Graceland         |
| 3       | 3   | A majmok bolygója              | Planet of the Apes              |
| 3       | 1   | Félrelépősdi                   | Town & Country                  |
| 3       | 0   | Édes november                  | Sweet November                  |
| 1       | 0   | A vér kötelez                  | Domestic Disturbance            |
| 1       | 1   | Betépve                        | Blow                            |
| 1       | 1   | Kutyák és macskák              | Cats & Dogs                     |
| 1       | 0   | Angyali szemek                 | Angel Eyes                      |
| 1       | 0   | Aranytartalék                  | Hardball                        |
| 1       | 0   | Corelli kapitány mandolinja    | Captain Corelli's Mandolin      |
| 1       | 0   | Eredendő bűn                   | Original Sin                    |
| 1       | 0   | Jurassic Park 3.               | Jurassic Park III               |
| 1       | 0   | Kardhal                        | Swordfish                       |
| 1       | 0   | Krokodil Dundee Los Angelesben | Crocodile Dundee in Los Angeles |
| 1       | 0   | Lara Croft: Tomb Raider        | Lara Croft: Tomb Raider         |
| 1       | 0   | Szeretném, ha szeretnél        | The Wedding Planner             |
| 1       | 0   | Vanília égbolt                 | Vanilla Sky                     |